# Colle le Cese
Colle le Cese è un rilievo degli Appennini centrali che si trova nel Lazio, nella provincia di Rieti, nel comune di Borbona.